# Los Angeles Department of Water and Power
La Los Angeles Department of Water and Power (spesso abbreviato in LADWP) è la più grande azienda municipale di servizi pubblici negli Stati uniti, con il compito di servire più di quattro milioni di cittadini. È stata fondata nel 1902 per fornire acqua alla città di Los Angeles. Nel 1917 ha iniziato a fornire anche energia elettrica.
Al giorno d'oggi l'azienda fornisce 7200 megawatt di energia e, ogni anno, 760 milioni di m³ di acqua.

## Storia

### Gli inizi
Durante la metà del XIX secolo Los Angeles fu protagonista di un'enorme crescita della popolazione, incrementando così il fabbisogno di acqua. Al tempo, un sistema di canali provvedeva a fornire acqua per l'agricoltura, ma esso non poteva provvedere a fornire acqua per l'uso domestico. Fu così che per provvedere a tale bisogno la città autorizzò dei privati a trasportare acqua nella città con grandi serbatoi, spesso trainati da cavalli. Ovviamente, si capì ben presto che tale sistema necessitava di essere sostituito. Nel 1857 una ditta privata, con a capo G. Dryden, costruì un sistema sotterraneo per la distribuzione di acqua. Costruito in legno, oltre a essere inaffidabile, fu presto distrutto da forti piogge.
Dopo altri tentativi infruttuosi di risolvere il problema, la città decise di abbandonare i suoi diritti per sfruttare il Los Angeles River nel 1868. In questo modo tre imprenditori crearono la Los Angeles Water Company, che arrivò a sfruttare il fiume talmente tanto da violare le condizioni di affitto di quest'ultimo. Questo scandalo fece sì che sempre più persone si convinsero della convenienza di un sistema pubblico di gestione dell'acqua, specialmente quando terminò l'affitto del fiume da parte della Los Angeles Water Company.

### Passaggio al controllo pubblico
La persona che più lottò per porre fine al controllo privato della distribuzione di acqua fu Fred Eaton, che propose un sistema di tassazione che avrebbe permesso alla città di farsi carico della distribuzione di acqua in modo efficiente e capillare. Eaton, al tempo, era già famoso per aver lavorato nella Los Angeles Water Company e aver ampliato la rete di distribuzione dell'acqua. Presto lasciò l'azienda e diventò ingegnere comunale, continuando a migliorare la fornitura d'acqua. Nel 1897 la città iniziò a progettare un capillare sistema di tubature e comunicò alla Los Angeles Water Company che, al termine del contratto, la gestione delle acque sarebbe passato sotto il controllo pubblico.
Le negoziazioni non furono facili, anche perché molti lavoratori dell'azienda privata dovevano mantenere il loro posto per la mancanza di altro personale specializzato. Ben presto Eaton cominciò a sponsorizzare William Mulholland, suo collega. Ben presto Mulholland cominciò a guadagnare fama in città per le sue conoscenze del sistema delle acque cittadino, e partecipò nelle negoziazioni, convincendo la Los Angeles City Water Company ad accettare l'offerta della città di due milioni di dollari per il passaggio del sistema sotto il controllo pubblico. Nel 1902 fu così fondata la Los Angeles Department of Water and Power, azienda pubblica che tutt'oggi controlla l'enorme sistema elettrico e idraulico di Los Angeles.

### La fornitura elettrica
Nel 1917 la Los Angeles Department of Water and Power iniziò a fornire energia elettrica grazie alla Powerhouse No.1, un impianto idroelettrico situato nel San Francisquito Canyon. Nel 1920 fu costruito un nuovo impianto, il Powerhouse No.2. La centrale elettrica fu distrutta nel marzo del 1928, quando la diga St. Francis collassò. Dopo il disastro, entrambi gli impianti furono ripristinati e sono in funzione ancora oggi.
L'unico black out totale del sistema elettrico losangelino avvenne il 17 gennaio 1994, durante il terremoto di Northridge.

## Amministrazione

### Board of Water and Power Commissioners
Il Board of Water and Power Commissioners, letteralmente il Consiglio dei Commissari dell'acqua e dell'elettricità è l'organo che amministra la Los Angeles Department of Water and Power. Esso consiste di cinque membri nominati dal sindaco di Los Angeles e confermati dal Consiglio cittadino. Il compito del Board è quello di scegliere le tariffe di erogazione del servizio elettrico e delle acque e quello di proporre e votare progetti concernenti l'azienda o il sistema che essa controlla. Il consiglio si riunisce regolarmente il primo e il terzo giovedì di ogni mese alle 11 di mattina.

### Consiglio di amministrazione
Il compito del Consiglio di amministrazione è quello di gestire l'azienda. I membri del consiglio, esclusi i vicari supplenti e un membro dell'ufficio del procuratore generale cittadino, sono tre: il direttore generale David H. Wright; il direttore operativo Martin L. Adams e il capo dell'ufficio finanziario Jeffery L. Peltola.

## Area del servizio
Tutta la città di Los Angeles è servita dal Los Angeles Department of Water and Power. Oltre alla città, si occupa anche di parti di altre cittadine:
- Bishop
- Culver City
- South Pasadena
- West Hollywood

### Sistema elettrico
Il Los Angeles Department of Water and Power gestisce un sistema che produce 7200 megawatt di energia elettrica, più del fabbisogno cittadino di 6165 megawatt: il surplus è venduto a altre aziende.
Stando ai dati del 2005, l'azienda possiede quattro impianti a gas naturale, che producono il 26% dell'elettricità dell'intero sistema. Il 52% dell'elettricità è invece tratto da impianti situati negli stati dello Utah, dell'Arizona e del Nevada. Un 11% è invece prodotto con energia nucleare, il 6% è prodotto con impianti idroelettrici come la Hoover Dam, in Nevada e infine il restante 5% dall'acquedotto cittadino, sfruttando la forza dell'acqua.
L'azienda opera anche il Castaic Power Plant, una centrale idroelettrica con impianti ad accumulazione.
Al momento solo il 5% dell'elettricità è prodotta con energie rinnovabili, anche se ci sono vari progetti per la costruzione di impianti eolici e geotermici.
Dato che Los Angeles si è sviluppata molto velocemente e prima di altre città californiane, la Los Angeles Department of Water and Power ha alcuni problemi peculiari: per esempio la maggior parte delle linee elettriche si trovano in superficie, dato che nel passato questo sistema era preferito a quello sotterraneo. Nel 2007 l'azienda ha dato il via a un progetto per trasferire le linee elettriche nel sottosuolo, anche se le operazioni sono complesse e spesso rallentate dai costi, visto che le linee elettriche sotterranee sono molto più costose di quelle in superficie.

### Sistema idrico
La Los Angeles Department of Water and Power distribuisce più di 760 m³ di acqua lungo delle tubature che, in totale, percorrono 11.629 chilometri.
Nell'anno fiscale 2004-2005:
- il 48% dell'acqua giunge dalla Sierra Nevada tramite il Los Angeles Aqueduct, trasportata dalla gravità senza dispendio di energia;
- il 41% arriva dal Metropolitan Water District of Southern California, grazie al California Aqueduct e al Colorado River Aqueduct;
- l'11% d'acqua è presa dal sottosuolo;
- l'1% è invece acqua riciclata, usata in precedenza nell'irrigazione o a scopi industriali.

È bene notare, tuttavia, che l'approvvigionamento idrico sopra descritto è soggetto a cambiamenti annuali.